# Franz Schraml
Franz Schraml (* 14. August 1874 in Wallern; † 2. April 1946 in Graz) war ein österreichischer Montanwissenschaftler.

## Leben
Franz Schraml studierte von 1894 bis 1898 an der Bergakademie Leoben Hüttenkunde und Bergwesen. Während des Studiums schloss er sich dem Corps Erz an. Nach Abschluss des Studiums war er als Salineningenieur bei den Salinen in Hall in Tirol und Ebensee angestellt. 1900 ging er als Assistent an den Lehrstuhl für Eisen-, Metall- und Sudhüttenkunde der Bergakademie Příbram, wo er sich 1906 über die Verarbeitung von Metallen habilitierte.
1907 wurde er zunächst als außerordentlicher Professor und 1911 als ordentlicher Professor für Allgemeine und Sudhüttenkunde an die Montanistische Hochschule Leoben berufen. Ab 1920 trug sein Lehrstuhl den Namen Feuerungs-, Metallhütten- und Salinenkunde. Schwerpunkt seiner Forschung und Lehre war die Feuerungskunde. Durch seine Untersuchungen der Bedingungen des Wärmeübergangs konnte der Wirkungsgrad von Industrieöfen deutlich gesteigert werden.  Franz Schraml war ein Wegbereiter der wissenschaftlichen Feuerungskunde und des modernen, ingenieurwissenschaftlichen Industrieofenbaus.
Franz Schraml war in den akademischen Jahren 1920/21, 1921/22 und 1929/30 Rektor der Montanistischen Hochschule Leoben. Auf seine Initiative kam es 1922 zur Gründung der Gesellschaft von Freunden der Montanistischen Hochschule Leoben.

## Auszeichnung
Anlässlich seines 70. Geburtstages wurde Franz Schraml 1944 die Goethe-Medaille für Kunst und Wissenschaft verliehen.

## Werk
- Zur Ausgestaltung des hüttenmännischen Unterrichtes an den österreichischen Bergakademien. In: Österreichische Zeitung für Berg- und Hüttenwesen 52. Jahrgang, 1904.
- Die Erzeugung des Mischgases aus rohen Brennstoffen. In: Österreichische Zeitung für Berg- und Hüttenwesen 52. Jahrgang, 1904.
- Die Gasverluste der Siemensöfen. In: Stahl und Eisen 24. Jahrgang, 1904.
- Die Vorwärmzone des Hochofens. In: Stahl und Eisen 25. Jahrgang, 1905.
- Die direkte Messung der Geschwindigkeit heißer Gasströme mit Hilfe der Pitot-Röhre. In: Berg- und Hüttenmännische Monatshefte, 54. Jahrgang, 1906.
- Zur sparsamen Verwendung der Kohle in industriellen Betrieben. In: Montanistische Rundschau, 9. Jahrgang, 1917.